# Mayahuel

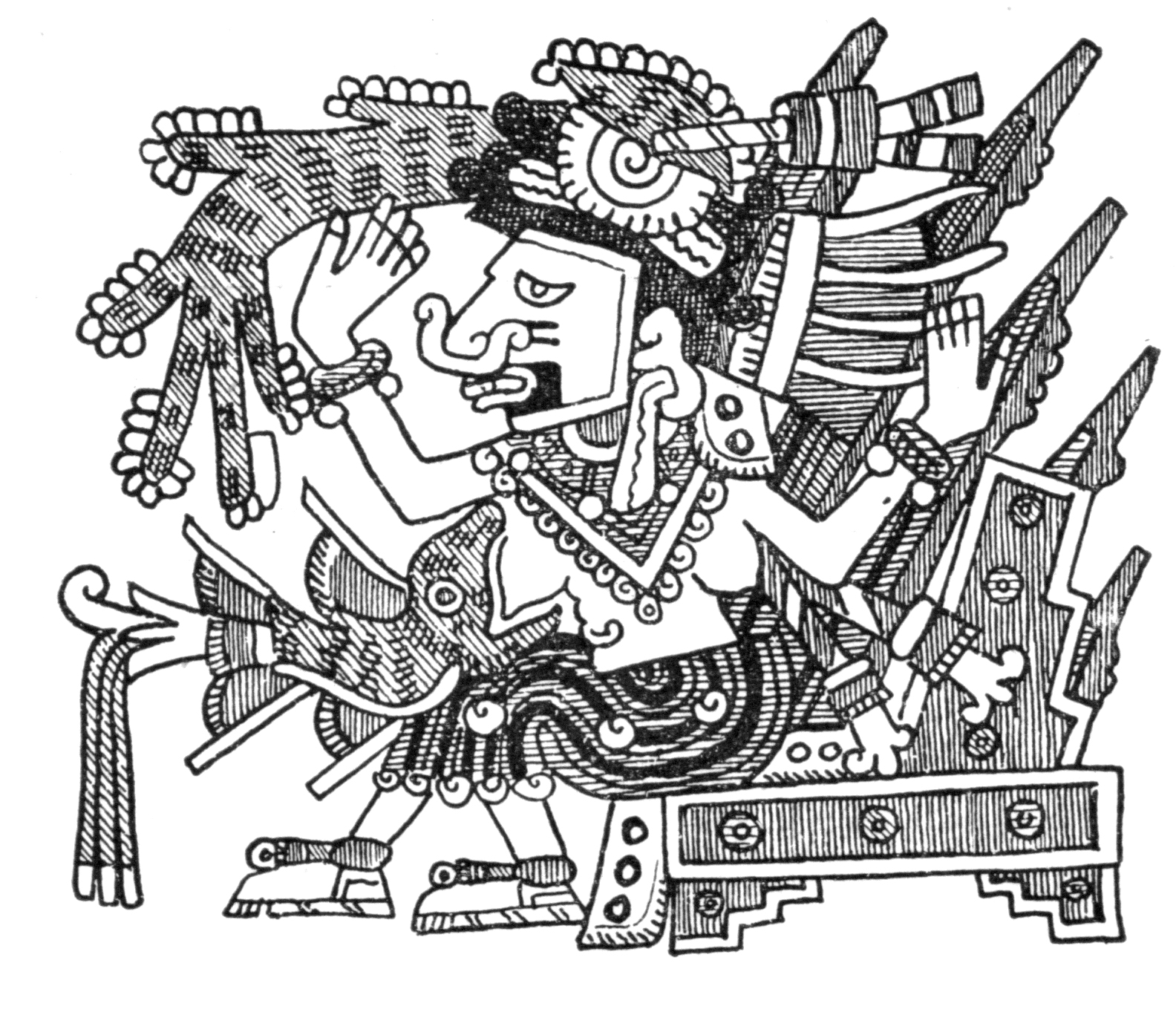
Beeltenis van Mayahuel uit de Codex Fejérváry-Mayer.

Mayahuel was in de Azteekse mythologie de godin van de alcohol en de kalender. Ze was de vrouw van Xochipilli, een Azteekse god van de liefde, zang, bloemen, schoonheid en spel. Haar kinderen waren de Centzon Totochtin. Xochipilli, zijn vrouw was de zus van Xochiquetzal. Xochiquetzal was de godin van de liefde en beschermde de zwangere vrouwen en de prostituees.